# Neutronová hvězda (Niven)
Neutronová hvězda (ISBN 80-86390-15-2) je sbírka povídek Larryho Nivena, vydaná v roce 2001 (orig. Neutron star v roce 1968). V těchto povídkách poprvé vykreslil hrubý obrys tzv. Známého vesmíru, jak je označována část vesmíru osídlená lidmi nebo dalšími rasami, s nimiž se lidé setkali. V tomto vesmíru se odehrává většina jeho knih, včetně nejznámější ságy o Prstenci.
Povídka Neutronová hvězda získala v roce 1967 cenu Hugo v kategorii nejlepší povídka.

## Seznam povídek

### Etika šílenství
Douglas Hooker je prezidentem společnosti Skyhook Enterprises, která vyrábí ramscoopové kosmické lodě. Ve svých 74 letech žije samotářským životem. Od narození je vážně nemocný - je potenciální paranoik. Jednou měsíčně se musí nechat ošetřit autodocem (automatický doktor), který upraví jeho metabolizmus. Jeho žena Clarisa ho opustila před více než dvaceti lety, protože Rada plodnosti neschválila jejich žádost o dítě. Před třinácti lety odletěl jeho jediný přítel Greg Loeffler a s ženou Joannou odletěl kolonizační lodí do soustavy Tau Ceti k planetě Planetau.
Díky velkému pracovnímu vytížení a samotě výrazně roste spotřeba chemických látek v jeho autodocu. Když se přepálí červená kontrolka (Doug se domnívá, že nefunguje zelená), začne se Douglesovo chování pomalu měnit. Má pocit, že je inteligentnější a začne přemýšlet, proč je pořád tak sám. Má pocit, že jeho život je jen sen o laciné prohře. Ale kdo za to může? Kdy to začalo? Když ho opustila Clarisa? Nebo když odjel Greg? No jasně, všechno zosnoval on, do spiknutí je dokonce zatažená i OSN! Zbývá jen jedno, ukrást ramscoopovou loď, odletět na Planetau a pomstít se Gregovi.

### Handicapovaní
Jako handicapovaní jsou označovány rozumné bytosti, které se vyvinuly s myslí, ale bez čehokoli, co by sloužilo jako ruce (delfíni, kosatky, bandersnatchi). Na planetě Down žijí také handicapovaní - Grogové. Vypadají jako půldruha metru vysoký srstnatý kužel s lysým oblým vrcholem. Mají dva páry zakrnělých nepoužitelných tlap, asi metr široká ústa. Žádné oči. Ale hlavně velký mozek, který je známkou inteligence.
V raném stádiu jsou pohybliví, později přisednou na vhodný plochý kámen a přestávají se pohybovat. Míchu mají zakrslou, takže mozek nemůže nic ovládat. Celé dny pouze sedí a čekají na náhodnou kořist. Proč tedy mají inteligenci, k čemu jim je, když jen sedí a ani nic nemohou vidět … ?

### Pozůstatek říše
Dr. Richard Schultz-Mann zkoumá na planetě Mira Ceti-T zvláštní druh rostlin - stupňovité stromy. Jedná se o pozůstatek Otrokářské říše, pro Otrokáře je vypěstovali tnuctipští otroci, kteří byli biologickými inženýry. Jednou přiletí na planetu loď pirátů, kterým se podařilo odhalit nejpřísněji střežené tajemství vesmíru - pozici loutkařské domovské planety. Zajmou Richarda a chtějí se na planetě ukrýt. Richard využije svých znalostí stupňovitých stromů, aby se svých věznitelů zbavil. Podaří se mu to?

### Neutronová hvězda
Loutkařská společnost General Products je téměř výhradním dodavatelem lodních trupů pro kosmické lodě v celém Známém vesmíru. Trupy General Products jsou totiž absolutně nezničitelné. Nic jimi nemůže projít. Žádný druh elektromagnetické energie kromě viditelného světla. Žádný druh hmoty od nejmenších elementárních částic až po nejrychlejší meteory.
Když je objevena loď s trupem General Products (která zkoumala první objevenou neutronovou hvězdu BSV-1) se dvěma mrtvými lidmi uvnitř, zavládne mezi Loutkaři zděšení. Za pomoci vydírání najmou bývalého pilota Beowulfa Shaeffera, aby podnikl druhou cestu k neutronové hvězdě a zjistil, co se stalo první výpravě. Ten cestu podnikne a objeví důvod: Loutkaři neuvažovali s extrémními slapovými silami u neutronové hvězdy.

### V jádru
Loutkařská společnost General Products vyrobila novou loď, která je schopná cestovat mnohem rychleji než běžné hyperprostorové lodě. Vzdálenost čtyř světelných let je schopna urazit za pět minut zatímco běžná loď za 12 dní. Loď je obrovská, většinu místa zabírá hyperprostorový motor, cestovat v ní může pouze jeden člověk.
Loutkaři opět najímají pilota Beowulfa Shaeffera, aby podnikl reklamní cestu daleko za hranice Známého vesmíru, přímo do středu naší galaxie. Na místě Shaeffer velmi znepokojující věc, jádro galaxie vybuchlo a galaxií se šíří vlna radioaktivního záření, která je schopná zničit veškerý život. Do Známého vesmíru se dostane za dvacet tisíc let.

### Neškodná zbraň
Jason Papandreu je se svou ženou Anne-Marií a loutkařem Nessem na cestě na Jinx. Nessus je považován za šíleného, protože má odvahu. Na palubě mají Otrokářskou stázovou schránku, kterou se jim nepodařilo otevřít. Cestou si udělají malou odbočku, aby viděli nádhernou dvojhvězdu Beta Lyru s mlžným pásem červeného kouře ve spirále okolo. Jen tak pro štěstí prozkoumají soustavu dálkovým radarem a k jejich velkému překvapení objeví na jedné planetě další stázovou schránku.
Rozhodnou se přistát a brzo zjistí, že jde o kzintskou past. Čtyři Kzinti (kapitán, telepat, pilot a vědec-odborník na Otrokáře) je zajmou a zabaví stázovou schránku. Uvnitř najdou podivný přístroj s ovládací osmipolohovou páčkou, který v každé poloze mění tvar i funkčnost. Jason si brzy uvědomí, že se nejedná o otrokářskou, ale tnuctipskou schránku, úplně první objevenou. Pokud by záhadný přístroj byl neznámá zbraň, v rukou Kzintů by byl pro lidstvo velmi nebezpečný.
Podaří se dvěma lidem a šílenému loutkaři uniknout ze zajetí Kzintů a zabránit tomuto nebezpečí?

### Přízemák
Beowulf Shaffer se na palubě jedné linkové lodi seznámí s člověkem jménem Elefant. Toho hodně trápí, že jako obyvatel Země je pro všechny „přízemák“, přestože v kosmu strávil více než padesát let.
Po čase navštíví Beo Elefanta na Zemi. Tady se dozví, že se vlastně jedná o jednoho z nejbohatších lidí Gregory Peltona. Spolu vymyslí plán, jak Elefanta zbavit přezdívky „přízemák“. Musí udělat něco velkého, něco jako byla Shafferova cesta do jádra galaxie. Seženou si loď a vyrazí za Outsidery koupit informaci o nějakém neobvyklém místě ve Známém vesmíru. Planeta, o které jim Outsideři řeknou, je opravdu velmi neobvyklá, ale také velmi nebezpečná.

### Etika dlouhověkosti
Beowulf Shaffer cestuje na palubě kosmické lodi z Downu na Gummidgy. Na palubě lodi je kromě lidí i několik mimozemšťanů: delfín Pzzz (nebo Braaak), dva přisedlí Grogové a kdatlynský sochař Lloobee. Cestou udělá kapitánka Margo zastávku, aby mohli sledovat nedaleko prolétající Hvězdné semeno. Všem se naskytne úchvatný pohled, jak semeno při změně směru letu rozvinuje plachtu a díky slunečnímu větru odplouvá.
Po skončení podívané najednou Beo ztrácí vědomí. Když procitne, zjistí, že ve stejný okamžik se probrali i všichni ostatní. To znamená jediné, někdo je omámil plynem. A navíc zmizel Kdatlyn Lloobee. Po přistání na Gummidgy se Beo s přítelem Emilem pouští do pátrání na vlastní pěst. Zkontrolují lodě, které zde přistály, vyloučí příliš malé pro Kdatlyna a to je přivede na stopu Bellamyho, kdysi známého Shaffera.
Pronajmou si vznášedlo a vyrazí hledat místo přistání Bellamyho lodi. Nakonec objeví Lloobeeho v umělé jeskyni a zjistí, že Bellamymu s únosem pomáhala i kapitánka Margo. Důvod únosu je poněkud překvapující. Lidé žijící díky životabudiči několik staletí už téměř všechno zažili a tak se nudí. Proto se pouštějí do stále nebezpečnějších podniků, při kterých může jít o život.